# Calothecinae
Calothecinae, podtribus trava, dio tribusa Poeae. Sastoji se od devet rodova (od čega 2 nova) sa dvadesetak vrsta raširenih po Južnoj i Srednjoj Americi. Podtribus je opisan 2015, a nakon toga doživio je više izmjena.

## Rodovi
1. Lombardochloa Roseng. & B. R. Arrill. (1 sp.)
2. Trisetum p. p. (2 spp.), Ove dvije vrste Trisetum uključene su u Calothecinae kao incertae sedis.
3. Poidium Nees (9 spp.)
4. Erianthecium Parodi (1 sp.)
5. Calotheca Spreng. (1 sp.)
6. Microbriza Parodi ex Nicora & Rúgolo (1 sp.)
7. Rosengurttia L. N. Silva (1 sp.), (gen. nov.)
8. Rhombolytrum Link (3 spp.)
9. Boldrinia L. N. Silva (1 sp.), (gen. nov.)
10. Chascolytrum Desv. (6 spp.)